# Банђалангијски језици
Банђалангијски језици су једна од грана пама-њунганских језика. Постојбина банђалангијских језика је источна обала Аустралије, тачније приобаље југоисточног Квинсленда и североисточног Новог Јужног Велса.

## Језици
Банђалангијски језици су грана пама-њунганских језика. Састоје се од већег броја дијалеката, који чине дијалекатски континуум. Ови дијалекти групишу се у 4 кластера (или језика):
- Банђаланшки (доњоричмондска (источнобанђаланшка) група банђалангијских дијалеката)
  - Банђаланшки дијалекат
  - Њангбалски дијалекат
  - Вијабалски дијалекат
  - Мињангбалски дијалекат
- Западнобанђаланшки (средњокларенска група банђалангијских дијалеката)
  - Валубалски дијалекат
  - Казински дијалекат
  - Бирински дијалекат
  - Барјулгилски дијалекат
- Југамбијски (твидско-албертска група банђалангијских дијалеката)
  - Југамбијски дијалекат
  - Нгарангвалски дијалекат
  - Нгандувалски дијалекат
- Гитабулски (кондоминско-горњокларенска група банђалангијских дијалеката)
  - Гитабалски дијалекат
  - Калибалски дијалекат
  - Дингабалски дијалекат
  - Гејнански дијалекат

Према Клер Боверн и Квентину Аткинсону банђалангијски (или југамби-банђалангијски) језици су сврстани у севернообалску подгрупу југоисточне групе пама-њунганских језика.

## Карактеристике
Банђалангијски језици имају две необичне особине: један број слогова је јако наглашен, док су други „неразговетни”, друга особина је класификовање полова у 4 рода: (1) мушки (2) женски (3) дрвни и (4) ниједан.